# 鄭文
鄭文（英語：Cathy Cheng Man，1979年11月24日—），香港主持人、藝人。畢業於荃灣潮州公學（1991年下午校）及寶安商會王少清中學，後修讀香港中文大學新聞系碩士、香港浸會大學社會科學學士。畢業後隨即參加有線娛樂新聞台舉辦的第一界娛樂新聞主播招募，從3千名應徵者中突圍而出成為第一界娛樂新聞主播入行。於2011年5月離開有線電視，於9月加入Now觀星台。

## 個人生活
鄭文於2010年結婚，於2011年誕下女兒。
鄭文的妹妺是無綫新聞財經記者鄭瑩。

## 主持節目
- 性教育‧是咁的 （页面存档备份，存于）
- 東京攻略
- 娛樂新聞報導
- 主播會客室
- 未來電影
- 大娛堂
- ｘ解碼

## 採訪影展
- 韓國崟山電影節（2003年）
- 韓國大鐘獎（2007年）
- 蘇州金雞百花獎（2007年）
- 上海電影節（2008年及2009年）

## 電影／電視
- 內衣少女
- 補習天后

## 獎項
- 2010 新加坡亞洲電視大獎—最佳娛樂節目主持—高度讚揚獎

## 外部連結
- 鄭文的新浪微博